# Rzeczyca Długa
Rzeczyca Długa – wieś w Polsce położona w województwie podkarpackim, w powiecie stalowowolskim, w gminie Radomyśl nad Sanem. Przez wieś przepływa rzeka Łukawica.
Po I rozbiorze Polski w 1772 roku i następnych rozbiorach była w zaborze Monarchii Habsburgów. Po I wojnie światowej, w II Rzeczypospolitej, była w województwie lwowskim w powiecie tarnobrzeskim w gminie Charzewice. Po II wojnie znalazła się w województwie rzeszowskim. W latach 1975–1998 należała do województwa tarnobrzeskiego.
W latach 1954–1968 była siedzibą gromady Rzeczyca Długa.
| SIMC    | Nazwa       | Rodzaj     |
| ------- | ----------- | ---------- |
| 0805123 | Majdan      | części wsi |
| 0805146 | Podkarczmie | części wsi |
| 0805152 | Podlesie    | części wsi |
| 0805169 | Sadzawki    | części wsi |
| 0805175 | Zastruże    | części wsi |

## Położenie
Jest położona w obrębie makroregionu Kotlina Sandomierska, mezoregionu Dolina Dolnego Sanu. Pod względem geologicznym teren położony jest w północnej części jednostki tektonicznej – Zapadliska Przedkarpackiego. Wraz z rozległymi obszarami przyległymi od północy i południa znajduje się w obrębie otuliny Parku Krajobrazowego Lasy Janowskie. Ponadto teren ten znajduje się granicach Zaklikowsko – Ulanowskiego Obszaru Chronionego Krajobrazu.

## Historia
Księgi ziemskie lubelskie po raz pierwszy odnotowały wieś o nazwie Rzeczyca Górna w roku 1417, kiedy to jej właścicielem był Jan, syn Dobiesława z Rożków. W dokumencie z 1499 roku pojawia się nazwa, Rzeczyca Większa, którą od 1674 roku w dokumentach spotykamy już pod nazwą Rzeczyca Długa. W 1676 wymieniana wśród posiadłości podczaszego łukowskiego,  Gabriela Rozwadowskiego.
W latach 20. XVIII wieku posiadłości szlacheckie Rozwadowskich, w tym także Rzeczycę Długą, zakupił dziedzic Rzeszowa, książę Jerzy Ignacy Lubomirski, która stała się centrum rozległego klucza długorzeczyckiego , obejmującego posiadłości Lubomirskich po prawej stronie Sanu, aż po Wolę Rzeczycką.
Lubomirscy zbudowali tu rezydencję z rozległym folwarkiem. W 1757 uruchomiony został  młyn wodny na rzece Łukawica. Po likwidacji starego browaru istniejącego w Rzeczycy Okrągłej, w połowie XVIII wieku Lubomirski zbudował w Rzeczycy Długiej nowy. W XIX wieku została wybudowana również gorzelnia. Lubomirscy posiadali tu też: tartak, cegielnię, dworską kuźnię oraz okazałą karczmę „wjezdną". W okresie zaboru austriackiego funkcjonował posterunek austriackiej straży celnej. Lata trzydzieste XX w. przyniosły aktywną działalność kół SL i ZMW „Wici", powstała też komórka KPP i KZMP. W 1936 roku mieszkańcy wsi czynnie uczestniczyli w tzw. strajku buraczanym, który objął dobra Jerzego Lubomirskiego, a w 1937 roku w strajku chłopskim.
Po wybuchu II wojny światowej między 12 a 13 września 1939 roku wycofywała się przez Rzeczycę Długą większość 55 dywizji piechoty przeprawiającej się przez most kolejowy na Sanie w Kępie Rzeczyckiej.
W 1943 roku Niemcy wywieźli około 100 mężczyzn, zaś w lipcu 1944 wspólnie z kawalerią Kałmuków dokonali pacyfikacji wsi, paląc 86 zagród.
W 1973 wieś została odznaczona przez Radę Państwa PRL Orderem Krzyża Grunwaldu II klasy za zasługi w walce z hitlerowskim okupantem.

## Parafia
Wg. źródeł historycznych z XV w. wieś należała do parafii w Charzewicach. W okresie późniejszym znalazła się w granicach parafii Rozwadów. Sytuacja ta trwała do lat 80-tych XX w. W 1979 uzyskano pozwolenie na budowę kościoła a budowa wg projektu inż. Gerarda Pająka została ukończona w listopadzie 1981. Uroczystego poświęcenia dokonał bp Ignacy Tokarczuk 10 listopada 1981. Samodzielną parafię w Rzeczycy Długiej erygowano 9 czerwca 1986 z kościołem parafialnym pw. św. Wojciecha Biskupa i Męczennika. 

## Zbiornik wodny
W 2015 powstał zbiornik retencyjny o powierzchni 15 hektarów i pojemności 284 tysięcy metrów sześciennych. Do zbiornika kierowana jest woda z rzeki Łukawicy. Obecnie czeka na zagospodarowanie pod kątem rekreacji dla mieszkańców okolic. Niedaleko zalewu przebiega trasa Green Velo.